# 胸腔鏡
胸腔鏡（きょうくうきょう、英:Thoracoscopy）とは、胸腔内の観察・治療を行う内視鏡。
胸腔鏡を用いた検査のことを胸腔鏡検査、治療を胸腔鏡下手術（VATS：Video-assisted thoracoscopic surgery）という。

## 適応
- 肺癌
- 気胸
- 肝臓癌…S8と呼ばれる横隔膜直下の領域は胸腔鏡補助下にラジオ波焼灼術で治療をされることがある。

## 方法
1. 気管内挿管を行なうにあたって、左右を別々に換気コントロールできる分離肺換気用の挿管チューブを用いる。手術側の肺を脱気できるようにする。
2. 肺を虚脱させたのち、必要箇所に皮膚切開を行い、ポートを挿入する。
3. 内視鏡や手術器具をポートより挿入し、手術を行う。

## 関連事項
- 腹腔鏡
- 縦隔鏡
- 胸腔ドレナージ